# Rovaniemen Keskuskenttä
Het Rovaniemen Keskuskenttä is een multifunctioneel stadion in Rovaniemi, een plaats in Finland. 
In het stadion is plaats voor 4.768 toeschouwers. Het stadion wordt vooral gebruikt voor voetbalwedstrijden, de voetbalclubs FC Santa Claus en RoPS Rovaniemi maken gebruik van dit stadion. In het stadion ligt een kunstgrasveld van 104 bij 67 meter. Het stadion werd verschillende keren gerenoveerd. Het Olympisch elftal speelde in 1983 een wedstrijd in dit stadion.
Tijdens graafwerkzaamheden in het grasveld in juni 2009 werd een Duitse artilleriegranaat uit de Tweede Wereldoorlog gevonden. De granaat werd verwijderd en elders tot ontploffing gebracht.

## Interlands
| Voetbalinterlands | Voetbalinterlands | Voetbalinterlands    | Voetbalinterlands | Voetbalinterlands                           | Voetbalinterlands |
| №                 | Datum             | Wedstrijd            | Uitslag           | Competitie                                  | Toeschouwers      |
| ----------------- | ----------------- | -------------------- | ----------------- | ------------------------------------------- | ----------------- |
| 1                 | 24 augustus 1983  | Finland – Denemarken | 0–0               | Olympisch kwalificatietoernooi voetbal 1984 | 2.677             |